# 玛丽亚·帕赫斯
玛丽亚·赫苏斯·帕赫斯·马德里加尔（西班牙語：María Jesús Pagés Madrigal，1963年7月28日—），西班牙弗拉明戈舞蹈家、编舞家。

## 生平
她的父亲祖籍伊维萨岛，从事数学工作。母亲祖籍加泰罗尼亚，在塞维利亚经商。她从4岁开始学习跳舞，15岁赴马德里学习。她的职业生涯始于安东尼奥·加德斯剧团。1990年，她创建了自己的演艺公司。2002年，她获得西班牙国家舞蹈奖。2011年10月，她的作品《乌托邦》在阿斯图里亚斯的奥斯卡·尼迈耶国际文化中心首演。2013年5月，她前往日本进行巡回演出，慰问福岛第一核电站事故灾民。
2018年，她曾在中国大陆多座城市展开巡回演出。2018年，她创建了丰拉夫拉达舞蹈中心。2022年，她和弗拉门戈歌手卡门·利纳雷斯共同获得阿斯图里亚斯亲王奖艺术奖。